# General Luna (Quezon)
General Luna è una municipalità di quinta classe delle Filippine, situata nella Provincia di Quezon, nella regione di Calabarzon.
General Luna è formata da 27 baranggay:
- Bacong Ibaba
- Bacong Ilaya
- Barangay 1 (Pob.)
- Barangay 2 (Pob.)
- Barangay 3 (Pob.)
- Barangay 4 (Pob.)
- Barangay 5 (Pob.)
- Barangay 6 (Pob.)
- Barangay 7 (Pob.)
- Barangay 8 (Pob.)
- Barangay 9 (Pob.)
- Lavides
- Magsaysay
- Malaya

- Nieva
- Recto
- San Ignacio Ibaba
- San Ignacio Ilaya
- San Isidro Ibaba
- San Isidro Ilaya
- San Jose
- San Nicolas
- San Vicente
- Santa Maria Ibaba
- Santa Maria Ilaya
- Sumilang
- Villarica